# Vuelta al País Vasco 1981
La XXI Vuelta al País Vasco, disputada entre el 6 de abril y el 10 de abril de 1981, estaba dividida en 5 etapas para un total de 815,6 km.
En esta edición participaron 6 equipos españoles (Teka, Reynolds, Manzaneque, Colchón CR, Zor-Helios y Kelme) y tres equipos extranjeros (los italianos de Bianchi y Santini y, el belga Splendor), con un total de 90 participantes de los que finalizaron 71 de ellos. 
Esta edición estuvo dominado por los ciclistas italianos ganadores de todas las clasificaciones individuales comandados por el vencedor final Silvano Contini, que igualmente sumo tres victorias parciales.

## Etapas
| Etapa              | Fecha    | Recorrido                     | km   | Vencedor de la Etapa | Líder de la general |
| ------------------ | -------- | ----------------------------- | ---- | -------------------- | ------------------- |
| 1ª etapa           | 06/04/81 | Lazcano - Lazcano             | 176  | Juan Fernández       | Juan Fernández      |
| 2ª etapa           | 07/04/81 | Lazcano - Amurrio             | 160  | Juan Fernández       | Juan Fernández      |
| 3ª etapa           | 08/04/81 | Amurrio - Bermeo              | 186  | Silvano Contini      | Silvano Contini     |
| 4ª etapa           | 09/04/81 | Bermeo - Ibardin              | 186  | Silvano Contini      | Silvano Contini     |
| 5ª etapa (1º Sec.) | 10/04/81 | Vera de Bidasoa - Cizúrquil   | 96   | Guido Van Calster    | Silvano Contini     |
| 5ª etapa (2º Sec.) | 10/04/81 | Cizúrquil - Alto de Iturriotz | 11,6 | Silvano Contini      | Silvano Contini     |

## Clasificaciones
| \| 1. \| Silvano Contini \| BIA \| 22h 07' 30s \| \| 2. \| Mario Beccia \| SAN \| a 33s \| \| 3. \| Marino Lejarreta \| TEK \| a 40s \| \| 4. \| José Luis Laguia \| REY \| a 1' 07s \| \| 5. \| Eulalio García \| TEK \| a 1' 14s \| \| 6. \| Pedro Muñoz \| ZOR \| a 1' 16s \| \| 7. \| Ismael Lejarreta \| TEK \| a 1' 42s \| \| 8. \| Ángel Arroyo \| ZOR \| a 1' 58s \| \| 9. \| Manuel Esparza \| TEK \| a 2' 19s \| \| 10. \| Claudio Bortolotto \| SAN \| a 8' 02s \| |                    |     |             |
| 1. | Silvano Contini    | BIA | 22h 07' 30s |
| 2. | Mario Beccia       | SAN | a 33s       |
| 3. | Marino Lejarreta   | TEK | a 40s       |
| 4. | José Luis Laguia   | REY | a 1' 07s    |
| 5. | Eulalio García     | TEK | a 1' 14s    |
| 6. | Pedro Muñoz        | ZOR | a 1' 16s    |
| 7. | Ismael Lejarreta   | TEK | a 1' 42s    |
| 8. | Ángel Arroyo       | ZOR | a 1' 58s    |
| 9. | Manuel Esparza     | TEK | a 2' 19s    |
| 10. | Claudio Bortolotto | SAN | a 8' 02s    |

| \| 1. \| Silvano Contini \| BIA \| 67 puntos \| \| \| 2. \| José Luis Laguia \| REY \| 39 puntos \| \| \| 3. \| Mario Beccia \| SAN \| 26 puntos \| \| |                  |     |           |  |
| 1. | Silvano Contini  | BIA | 67 puntos |  |
| 2. | José Luis Laguia | REY | 39 puntos |  |
| 3. | Mario Beccia     | SAN | 26 puntos |  |

| \| 1. \| Mario Beccia \| SAN \| 43 puntos \| \| \| 2. \| Marino Lejarreta \| TEK \| 28 puntos \| \| \| 3. \| Silvano Contini \| BIA \| 25 puntos \| \| |                  |     |           |  |
| 1. | Mario Beccia     | SAN | 43 puntos |  |
| 2. | Marino Lejarreta | TEK | 28 puntos |  |
| 3. | Silvano Contini  | BIA | 25 puntos |  |

| \| 1. \| Luciano Rabottini \| SAN \| 12 puntos \| \| \| 2. \| Jaume Vilamajó \| KEL \| 7 puntos \| \| \| 3. \| Antonio Cabello \| MAN \| 6 puntos \| \| |                   |     |           |  |
| 1. | Luciano Rabottini | SAN | 12 puntos |  |
| 2. | Jaume Vilamajó    | KEL | 7 puntos  |  |
| 3. | Antonio Cabello   | MAN | 6 puntos  |  |

| \| 1. \| Teka \| 66h 26' 04s \| \| \| 2. \| Zor-Helios \| a 10' 23s \| \| \| 3. \| Santini \| a 13' 25s \| \| \| 4. \| Bianchi \| a 17' 45s \| \| \| 5. \| Kelme \| a 28' 50s \| \| \| 6. \| Colchón CR \| a 31' 01s \| \| \| 7. \| Reynolds \| a 33' 25s \| \| \| 8. \| Splendor \| a 41' 45s \| \| \| 9. \| Manzaneque \| a 1h 24' 11s \| \| |            |              |  |
| 1. | Teka       | 66h 26' 04s  |  |
| 2. | Zor-Helios | a 10' 23s    |  |
| 3. | Santini    | a 13' 25s    |  |
| 4. | Bianchi    | a 17' 45s    |  |
| 5. | Kelme      | a 28' 50s    |  |
| 6. | Colchón CR | a 31' 01s    |  |
| 7. | Reynolds   | a 33' 25s    |  |
| 8. | Splendor   | a 41' 45s    |  |
| 9. | Manzaneque | a 1h 24' 11s |  |